# Durham, North Carolina
Durham är en stad i Durham County i den amerikanska delstaten North Carolina med en yta av 245,8 km² och en befolkning, som uppgår till cirka 198 000 invånare (2003). Durham är administrativ huvudort (county seat) i Durham County.
Staden är belägen i den norra delen av delstaten cirka 35 km nordväst om huvudstaden Raleigh och cirka 60 kilometer söder om gränsen till West Virginia.

### Fotnoter
1. ↑  ”Durham city, North Carolina”. United States Census Bureau. 1 mars 2010. Arkiverad från originalet den 12 februari 2020. https://archive.today/20200212234526/http://factfinder.census.gov/faces/nav/jsf/pages/community_facts.xhtml. Läst 16 juli 2015.